# Daniel Owen (Politiker)
Daniel J. Owen (* 1732 in Chepachet, Colony of Rhode Island and Providence Plantations; † 21. Oktober 1812 ebenda) war ein britischer Politiker und Jurist in Nordamerika.

## Familie
Daniel J. Owen war der Sohn von Ruth Angell (1709–1804) und Thomas Owen (1707–1798). Am 15. August 1756 heiratete er in Smithfield (Rhode Island) Hannah Angell (1736–1820), Tochter von Lydia Winsor (1709–1793) und John Angell (1709–1760). Das Paar hatte mindestens vier gemeinsame Kinder: Thomas (1767–1849), Naomi (1768–1808), Daniel (1776–1804) und Joseph (1778–1866).

## Leben
Owen war als Farmer in Providence County tätig. Er betrieb auf seiner Farm eine Eisengießerei. John Paul Jones (1747–1792) war vor Ausbruch des Unabhängigkeitskrieges sein Partner. Als Abgeordneter saß Owen 1775 und 1776 in der Rhode Island General Assembly. Während dieser Zeit wählte man ihn in das Committee, welches für die Aufbringung von Gold und Silber für die Invasion von Kanada verantwortlich war. Ferner gehörte er in der General Assembly zu den Antragstellern, welche das alleinige Münzprägungsrecht für die ersten US-Cents in dieser Kolonie wollten, was ihnen 1787 bewilligt wurde.
Zwischen Mai 1786 und Mai 1790 bekleidete Owen den Posten als Vizegouverneur von Rhode Island. Er war Mitglied und Präsident der Verfassunggebenden Versammlungen von Rhode Island im März 1790 in South Kingstown und im Mai 1790 in Newport, welche die US-Verfassung verabschiedete. In seiner Funktion als Konventspräsident informierte er dann den US-Präsidenten George Washington mittels eines Briefes, dass Rhode Island als letzter Staat die US-Verfassung verabschiedet hatte.
1790 wählte man ihn zum Richter und 1794 zum Chief Justice am Rhode Island Supreme Court. Nach seinem Tod wurde er auf dem öffentlichen Friedhof von Glocester beigesetzt.